# DuckTales: The Quest for Gold
DuckTales: The Quest for Gold è un videogioco di genere misto del 1990 basato sulla serie TV statunitense della Walt Disney DuckTales - Avventure di paperi, pubblicato per i computer Amiga, Atari ST, Commodore 64 e MS-DOS dalla Walt Disney Computer Software.
Consiste nel far arricchire Paperon de' Paperoni, controllando lui e altri personaggi, volando in aereo in molte parti del mondo a caccia di tesori nascosti oppure facendo investimenti finanziari.
Furono citate versioni per Amstrad CPC e ZX Spectrum, mai realizzate.
The Quest for Gold è completamente diverso dal DuckTales uscito nello stesso periodo per console.

## Trama
Il gioco ha come protagonisti gli stessi personaggi della serie televisiva. Paperon de' Paperoni, il papero più ricco del mondo, riceve una visita dal suo spietato rivale in affari, Cuordipietra Famedoro. Egli, stanco di essere sempre il numero due, propone a Paperone una sfida: la rivista Dime (parodia di Time, gioco di parole con "dime") ha indetto un concorso il cui vincitore sarà colui che guadagnerà più soldi in un mese. Il fortunato sarà eletto Papero del Mese e apparirà sulla prima pagina della rivista. Paperone accetta la sfida e inizia una corsa contro il tempo alla ricerca di tesori sparsi in tutto il mondo, in compagnia dei nipoti Qui, Quo e Qua, della giovane Gaia e del pilota Jet McQuack. L'inventore Archimede Pitagorico fa apparizioni per riparare l'aeroplano che il gruppo usa per viaggiare e il contabile Fenton Paperconchiglia fa apparizioni per dare messaggi in ufficio. Per determinare il vincitore, il denaro guadagnato verrà pesato in monete con un'enorme bilancia sull'immaginaria isola di Macaroon nell'Oceano Indiano.
Il tema della sfida di ricchezza con la bilancia gigante è ispirato agli episodi 36-39 della prima stagione di DuckTales, intitolati collettivamente Duello all'ultimo dollaro.
I nomi delle località dei tesori sono sia reali (come Ayers Rock o Machu Picchu) sia fittizi (come Trala La o Montedumas, spesso basati su episodi della serie TV).

## Modalità di gioco
Lo scopo del gioco è guadagnare più denaro possibile in 30 giorni, tramite varie attività che possono essere selezionate dall'ufficio di Paperone, che funge da menù principale, dopo aver scelto il grado di difficoltà della partita. L'attività principale è la ricerca di tesori, costituita da vari tipi di giochi d'azione; dall'ufficio è inoltre possibile svolgere altre operazioni non dinamiche.
Nel frattempo anche Famedoro, l'avversario controllato dal computer, si impadronisce dei tesori, e i suoi risultati sono descritti da schermate informative statiche.
Allo scadere del trentesimo giorno, i soldi guadagnati dal giocatore e da Famedoro vengono pesati su una bilancia: vince chi ne ha guadagnati di più.

### Ricerca di tesori
Dall'ufficio di Paperone è possibile selezionare il pannello di controllo. Superata la protezione anticopia viene visualizzato un planisfero dove scegliere una delle località contenenti un tesoro sparse per il mondo, che richiedono un numero variabile di giorni del gioco per essere visitate. Dopo aver scelto la destinazione, bisogna superare una sequenza di viaggio a scorrimento orizzontale con l'aeroplano di Jet McQuack: si tratta di decollare e schivare ogni sorta di ostacoli (nuvole, montagne, balene, ufo, razzi, mongolfiere dei Bassotti...), che fanno deviare bruscamente la traiettoria, evitando di danneggiare tre volte l'aereo urtando terra. Il controllo dell'aereo, visto di profilo, si basa su rotazione oraria o antioraria e sull'acceleratore. In caso di distruzione dell'aeroplano, si arriva comunque a destinazione, ma si perdono altri due giorni (che servono ad Archimede per ripararlo) e un quantitativo casuale di denaro. Il viaggio sarà tanto più lungo quanto più lontana la destinazione da raggiungere. Durante il percorso vi sono anche dei fienili: passandoci dentro si guadagneranno 50$ extra. 
Se Famedoro sceglie lo stesso luogo, la sequenza di viaggio diventa anche una gara contro il suo aeroplano (che è immune agli ostacoli). Se l'aeroplano del giocatore viene distrutto o arriva secondo, il tesoro sarà di Famedoro.
Ad ogni nuova partita una località a caso appare segnata in blu: ciò significa che il tesoro nascosto in quella località è il Bombastium, un raro minerale inventato nel fumetto classico Zio Paperone e il tesoro sottozero più volte citato nella serie televisiva. Tale tesoro, oltre ad aumentare notevolmente il patrimonio, consente ad Archimede di creare un dispositivo di teletrasporto che il giocatore può utilizzare per saltare la sequenza di viaggio. Tuttavia in alcuni casi il teletrasporto può non funzionare correttamente e spedire il giocatore in una località differente scelta a caso.
Una località speciale è l'isola di Macaroon, dove è possibile andare anche prima dello scadere dei giorni per depositare il denaro guadagnato finora ed evitare così di perderlo in caso di incidenti.
Superata la sequenza di viaggio, una schermata mostra Qui, Quo e Qua che leggendo il Manuale delle Giovani Marmotte danno un qualche suggerimento preparatorio, comunque presente anche nel manuale del gioco, poi inizia la sequenza di recupero del tesoro, che può essere di diverso tipo a seconda della località.

#### Nature Photography(Fotografia della natura)
Si controlla Gaia intenta a fotografare animali rari. Gli animali fanno brevi apparizioni in tre possibili posizioni di una schermata fissa e il giocatore deve prontamente puntare in quella direzione e scattare. Per ottenere molto più denaro è necessario fotografare un certo tipo di animale particolarmente raro (come elefanti rosa), che varia in base alla località. Tuttavia si dispone sia di tempo che di numero di scatti limitati.

#### Jungle Survival(Sopravvivere nella giungla)
Si controllano a turno Qui, Quo e Qua, corrispondenti ai tre tentativi, in un gioco a piattaforme a scorrimento orizzontale sui rami degli alberi, camminando a destra e sinistra, arrampicandosi sui tronchi, saltando e utilizzando opportunamente le liane e i rami elastici, evitando di cadere in acqua. Bisogna evitare pantere, serpenti, scimmie e uccelli, mentre gli ippopotami sull'acqua possono fare da traghetto, finché non si immergono. In questi livelli, come in quelli descritti successivamente, si vince il valore del tesoro se si riesce a raggiungere la fine del percorso, inoltre lungo la strada si trovano diamanti che, se raccolti, offrono un bonus di 50$.

#### Mountain Climbing(Scalare montagne)
Anche qui si controllano Qui, Quo e Qua in un gioco a piattaforme, ma a scorrimento verticale. Bisogna raggiungere la sommità della montagna, senza cadere, sfruttando in modo opportuno le sporgenze come piattaforme e le grotte come scorciatoie (ma possono anche riportare più in basso). Si può camminare a destra e sinistra e saltare per salire direttamente sui bordi delle sporgenze vicine, mentre per le sporgenze distanti si utilizza il rampino, che viene fatto ruotare per poi rilasciarlo quando punta nella direzione in cui lanciarlo. Bisogna evitare massi che cadono dall'alto e rotolano, i Bassotti, Amelia, orsi e capre.

#### Cave Exploring(Esplorazione di caverne)
Qui si controlla tutto il gruppo di Paperone, i nipotini e Gaia (solo Paperone su Commodore 64) in un labirinto di schermate fisse, con il compito di trovare il tesoro, scegliendo accuratamente i cunicoli da percorrere. Ogni schermata può avere uscite nelle quattro direzioni diagonali e si deve solo scegliere quale prendere. Nelle caverne si muove in tempo reale una mummia che può catturare i personaggi e alcuni cunicoli portano a dei precipizi che fanno fallire la ricerca; la presenza di melma verde è un indizio dell'esistenza di un precipizio nelle schermate vicine. Si dispone di una minimappa che nella modalità facile è completamente visibile, mentre nelle altre diventa visibile solo man mano che viene esplorata, altrimenti mostra solo alcuni elementi (al livello difficile non mostra neppure il tesoro, ma solo i paperi e la mummia). C'è un limite di tempo dato dalla torcia che si consuma.

### Cassaforte
È un gioco di fortuna: viene mostrata la classica scena in cui Paperone si tuffa nel denaro del suo deposito. A volte, quando riemerge dalla vasca di monete, trova una moneta rara che dà immediatamente un bonus di 1000$. Il primo tentativo non causa perdita di tempo, ma i successivi consumeranno un giorno a testa.

### Mercato azionario
Questo è un gioco gestionale che consiste nel comprare e vendere azioni di diverse compagnie, usando il denaro finora guadagnato. Bisogna prestare attenzione all'andamento del mercato azionario, che può aumentare o diminuire il valore delle azioni con il passare dei giorni, in modo da comprare a poco e vendere a molto. Le azioni di ciascuna compagnia possono avere uno tra cinque possibili tipi di andamenti nel tempo; il manuale del gioco fornisce i grafici dei cinque andamenti. Possono tuttavia giungere messaggi su deviazioni particolari causate da Famedoro.

## Doppiaggio
Il gioco per Amiga e Atari ST contiene brevi voci parlate in inglese: Jet McQuack è doppiato da Terence McGovern e Qui, Quo, Qua da Russi Taylor, entrambi doppiatori dei personaggi anche nella serie TV. 

## Accoglienza
DuckTales: The Quest for Gold fu accolto di solito moderatamente bene dalla critica, spesso con voti attorno al 70%, almeno nelle versioni Amiga e MS-DOS; articoli sulle altre versioni sono poco noti, una delle poche recensioni per Commodore 64 è quella di Zzap! (73%).
Furono spesso criticati i pesanti caricamenti da disco. Alcune testate consideravano la grafica piacevole ma poco fluida, e il gioco rivolto soprattutto ai più giovani.